# Navia incrassata
Navia incrassata är en gräsväxtart som beskrevs av Lyman Bradford Smith och Julian Alfred Steyermark. Navia incrassata ingår i släktet Navia och familjen Bromeliaceae. Inga underarter finns listade i Catalogue of Life.